# Palais Priuli
Le palais Priuli a Cannaregio ; palais Manfrin Venier ou palais Priuli Manfrin, est un palais de style baroque situé face au canal de Cannaregio dans le sestiere de Cannaregio de Venise. Il se dresse à gauche du palais Savorgnan.

## Histoire
Les symboles héraldiques de la famille Priuli sur les murs du palais, datant de 1520, indiquent que les Priuli étaient les premiers propriétaires du palais, probablement Angelo Maria Priuli et son fils Pietro (1484-1550). Par son mariage en 1517 avec Andriana Venier, il hérita du château de Sanguinetto, près de Vérone.
Au cours de la deuxième décennie du XVIIIe siècle, la reconstruction du palais s'est poursuivie grâce aux plans d' Andrea Tirali . Le palais a été hérité par Giovanni et Pietro Venier, fils de Federico Venier et Elena Priuli, la fille de Angelo Maria Priuli, descendant du propriétaire d'origine.
En 1787, les Venier vendent le palais au comte Girolamo Manfrin de Zara, un marchand de tabac qui possédait également un autre palais à San Artemio . Manfrin a effectué quelques modifications de la façade dans le style néoclassique avec une balustrade centrale. Il fit également décorer le palais par Giovanni Battista Mengardi, Giuseppe Zais et le peintre ornemaniste David Rossi. Girolamo Manfrin est devenu un collectionneur de livres et d'objets d'art. Après sa mort en 1802, le palais a finalement été hérité par sa fille, épouse de Giovanni Battista Plattis.
Les jardins attenants ont été agrégés à ceux du palais Savorgnan afin de créer un parc public. Le palais a abrité une école avant de tomber dans un état de délabrement jusqu'à ce que l'artiste Anish Kapoor l'achète et le rénove au début des années 2020 en vue d'abriter sa fondation.